# Paralemnalia eburnea
Paralemnalia eburnea är en korallart som beskrevs av Kükenthal 1913. Paralemnalia eburnea ingår i släktet Paralemnalia och familjen Nephtheidae. Inga underarter finns listade i Catalogue of Life.